# Біленська волость
Біленська волость — адміністративно-територіальна одиниця Катеринославського повіту Катеринославської губернії.
Станом на 1886 рік складалася з 3 поселень, 3 сільських громад. Населення — 2701 особа (1319 осіб чоловічої статі та 1382 — жіночої), 871 дворове господарство.
|                     | Площа, десятин | У тому числі орної, дес. |
| ------------------- | -------------- | ------------------------ |
| Сільських громад    | 13185          | 7686                     |
| Приватної власності | 8861           | 5324                     |
| Надільної власності | 10600          | 5020                     |
| Іншої власності     | 120            | 120                      |
| Загалом             | 23459          | 12389                    |

Поселення волості:
- Біленьке — село при річці Дніпро в 110 верстах від повітового міста, 1536 осіб, 307 дворів, церква православна, школа, земська лікарня, 3 лавки, цегельний завод.
- Мар'ївка (Гремесові хутора) — село при балці Біленькій, 666 осіб, 127 дворів, лавка.
- Розумівка — село при річці Дніпро, 509 осіб, 88 дворів, школа, лавка.

За даними на 1908 рік кількість поселень не змінилась, населення волості зросло до 6593 осіб (3365 чоловічої статі та 3228 — жіночої), 984 дворових господарства.
24 жовтня 1921 року у Харкові ВУЦВК прийняв постанову  про приєднання  Біленської волості Катеринославського повіту Катеринославської губернії до Олександрійського повіту Запорізької губернії .